# Tyne
De Tyne is een rivier in Noord-Engeland. De river stroomt door de stad Newcastle upon Tyne.
De Tyne is een samenvloeiing van twee rivieren, de Noordelijke Tyne (North Tyne) en de Zuidelijke Tyne (South Tyne). De twee stromen komen samen bij Warden Rock bij Hexham in Northumberland bij een plaats die Meeting of the Waters genoemd wordt. Vanaf hier gaat de river verder als de Tyne.
Het graafschap Tyne and Wear is naar de rivier vernoemd.